# Tamarix mascatensis
Tamarix mascatensis är en tamariskväxtart som beskrevs av Bge. Tamarix mascatensis ingår i släktet tamarisker, och familjen tamariskväxter. Inga underarter finns listade.